# Yelena Batsevich
Yelena Nikolayevna Batsevich –en ruso, Елена Николаевна Бацевич– (Talachyn, 28 de abril de 1968) es una deportista soviética que compitió en biatlón. Ganó dos medallas en el Campeonato Mundial de Biatlón de 1990.

## Palmarés internacional
| Campeonato Mundial | Campeonato Mundial | Campeonato Mundial | Campeonato Mundial |
| Año                | Lugar              | Medalla            | Prueba             |
| ------------------ | ------------------ | ------------------ | ------------------ |
| 1990               | Oslo (Noruega)     | Medalla de oro     | Relevos            |
| 1990               | Oslo (Noruega)     | Medalla de oro     | Equipo             |